# Gorgui Dieng
Gorgui Dieng (Kébémer, 18 gennaio 1990) è un ex cestista senegalese, professionista nella NBA.

## Carriera

### NCAA (2010-2013)
Dopo aver frequentato la Huntigton Prep School, nel 2010 si è trasferito alla University of Louisville. Con i Cardinals ha vinto il titolo NCAA 2013, venendo nominato Big East Defensive Player of the Year.

### NBA (2013-)

#### Minnesota Timberwolves (2013-2020)
Il 27 giugno 2013 venne scelto come 21ª scelta assoluta al Draft NBA 2013 dagli Utah Jazz che la sera stessa lo girarono immediatamente ai Minnesota Timberwolves in cambio di Trey Burke.
Nella sua prima stagione giocò 60 partite trovando spazio, ma partendo 15 volte in quintetto base, quindi subentrò spesso dalla panchina per la presenze nel suo ruolo di centro proveniente dal Montenegro Nikola Peković. Tuttavia il montenegrino ebbe dei problemi fisici (costante della sua carriera) e questo fece sì che Dieng trovasse più spazio. Nelle sue prime tre partite da titolare Dieng realizzò tre doppie-doppie (tenendo di media 14,7 punti e 14,3 rimbalzi in quelle partite), di cui una alla terza partita il 21 Marzo 2014 nella gara persa in trasferta per 129-106 contro gli Houston Rockets con 22 punti e 21 rimbalzi.
Nella stagione successiva trovò più spazio visti i nuovi infortuni accorsi a Peković Dieng giocò molti più minuti, tenendo quasi 10 punti di media (9,7) in 73 partite.
Dopo aver giocato due stagioni consecutive nella posizione di ala grande (lo spostamento venne fatto dopo l'arrivo al Draft del promettente cestista dominicano Karl-Anthony Towns), di cui una da titolare fisso, nel 2017 diventò riserva in quanto in estate arrivò Taj Gibson.

## Statistiche
| † | Denota le stagioni in cui ha vinto il titolo |

### NCAA
| Anno       | Squadra              | PG  | PT | MP   | TC%  | 3P%  | TL%  | RP  | AP  | PRP | SP  | PP  |
| ---------- | -------------------- | --- | -- | ---- | ---- | ---- | ---- | --- | --- | --- | --- | --- |
| 2010-2011  | Louisville Cardinals | 29  | 9  | 15,5 | 61,8 | 0,0  | 53,8 | 4,4 | 0,7 | 0,4 | 1,9 | 5,7 |
| 2011-2012  | Louisville Cardinals | 40  | 40 | 32,8 | 52,5 | 50,0 | 67,6 | 9,1 | 1,1 | 1,2 | 3,2 | 9,1 |
| 2012-2013† | Louisville Cardinals | 33  | 32 | 31,1 | 53,4 | -    | 65,2 | 9,4 | 2,0 | 1,3 | 2,5 | 9,8 |
| Carriera   | Carriera             | 102 | 81 | 27,3 | 54,5 | 33,3 | 64,0 | 7,9 | 1,2 | 1,0 | 2,6 | 8,3 |

#### Massimi in carriera
- Massimo di punti: 23 vs Seton Hall (23 febbraio 2013)[6]
- Massimo di rimbalzi: 17 vs St. John's (14 febbraio 2013)
- Massimo di assist: 8 vs Syracuse (16 marzo 2013)
- Massimo di palle rubate: 6 vs Connecticut (6 febbraio 2012)
- Massimo di stoppate: 7 (5 volte)
- Massimo di minuti giocati: 52 vs Notre Dame (9 febbraio 2013)

### NBA

#### Regular season
| Anno      | Squadra            | PG  | PT  | MP   | TC%  | 3P%  | TL%  | RP  | AP  | PRP | SP  | PP   |
| --------- | ------------------ | --- | --- | ---- | ---- | ---- | ---- | --- | --- | --- | --- | ---- |
| 2013-2014 | Minnesota T'wolves | 60  | 15  | 13,6 | 49,8 | 100  | 63,4 | 5,0 | 0,7 | 0,5 | 0,8 | 4,8  |
| 2014-2015 | Minnesota T'wolves | 73  | 49  | 30,0 | 50,6 | 16,7 | 78,3 | 8,3 | 2,0 | 1,0 | 1,7 | 9,7  |
| 2015-2016 | Minnesota T'wolves | 82  | 39  | 27,1 | 53,2 | 30,0 | 82,7 | 7,1 | 1,7 | 1,1 | 1,2 | 10,1 |
| 2016-2017 | Minnesota T'wolves | 82  | 82  | 32,4 | 50,2 | 37,2 | 81,4 | 7,9 | 1,9 | 1,1 | 1,2 | 10,0 |
| 2017-2018 | Minnesota T'wolves | 79  | 0   | 16,9 | 47,9 | 31,1 | 77,5 | 4,6 | 0,9 | 0,6 | 0,5 | 5,9  |
| 2018-2019 | Minnesota T'wolves | 76  | 2   | 13,6 | 50,1 | 33,9 | 83,0 | 4,1 | 0,9 | 0,6 | 0,5 | 6,4  |
| 2019-2020 | Minnesota T'wolves | 46  | 17  | 16,9 | 44,8 | 38,3 | 79,7 | 5,6 | 1,3 | 0,8 | 0,9 | 7,4  |
| 2019-2020 | Memphis Grizzlies  | 17  | 0   | 18,7 | 48,3 | 25,0 | 73,8 | 5,8 | 0,9 | 0,8 | 1,0 | 7,2  |
| 2020-2021 | Memphis Grizzlies  | 22  | 1   | 16,9 | 51,9 | 47,9 | 88,4 | 4,5 | 1,3 | 0,8 | 0,6 | 7,9  |
| 2020-2021 | San Antonio Spurs  | 16  | 0   | 11,3 | 52,7 | 31,8 | 83,3 | 2,6 | 1,2 | 0,6 | 0,1 | 5,3  |
| 2021-2022 | Atlanta Hawks      | 44  | 3   | 8,4  | 47,3 | 42,6 | 73,1 | 2,8 | 0,8 | 0,3 | 0,3 | 3,5  |
| 2022-2023 | San Antonio Spurs  | 31  | 1   | 11,5 | 38,5 | 28,0 | 76,9 | 3,5 | 1,7 | 0,1 | 0,5 | 3,9  |
| Carriera  | Carriera           | 628 | 209 | 20,1 | 49,6 | 35,5 | 79,1 | 5,6 | 1,3 | 0,7 | 0,9 | 7,3  |

#### Play-off
| Anno     | Squadra            | PG | PT | MP   | TC%  | 3P%  | TL%  | RP  | AP  | PRP | SP  | PP  |
| -------- | ------------------ | -- | -- | ---- | ---- | ---- | ---- | --- | --- | --- | --- | --- |
| 2018     | Minnesota T'wolves | 5  | 0  | 14,0 | 33,3 | 40,0 | 75,0 | 3,6 | 0,8 | 0,4 | 0,8 | 3,4 |
| 2022     | Atlanta Hawks      | 2  | 0  | 5,0  | 50,0 | 0,0  | 100  | 1,5 | 0,0 | 0,0 | 0,0 | 1,5 |
| Carriera | Carriera           | 7  | 0  | 11,4 | 35,0 | 33,3 | 80,0 | 3,0 | 0,6 | 0,3 | 0,6 | 2,9 |

#### Massimi in carriera
- Massimo di punti: 25 vs Oklahoma City Thunder (11 marzo 2016)[7]
- Massimo di rimbalzi: 21 vs Houston Rockets (20 marzo 2014)
- Massimo di assist: 8 vs Los Angeles Lakers (28 novembre 2014)
- Massimo di palle rubate: 5 vs New York Knicks (19 novembre 2014)
- Massimo di stoppate: 6 (2 volte)
- Massimo di minuti giocati: 48 vs New York Knicks (19 marzo 2015)

## Palmarès
- Campione NCAA (2013)
- Big East Defensive Player of the Year (2013)
- NBA All-Rookie Second Team (2014)